# Sortsvane
 Denne artikel omhandler fuglearten Sortsvane. Opslagsordet har også en anden betydning, se Sort svane (flertydig).
Sortsvane (Cygnus atratus) er en svaneart, som hovedsageligt yngler i det sydøstlige og sydvestlige Australien. Arten er blevet jaget til udryddelse i New Zealand, men er senere genindført. I Australien er den nomadisk med uregelmæssig træk afhængigt af vejrforholdene. Sortsvanen er en stor fugl med sort fjerdragt og rødt næb. Den er monogam og begge forældre deltager i udrugning af æggene og efterfølgende pleje af ungerne.
Sortsvaner er siden 1800-tallet indført til mange lande som prydfugle i parker, men er undsluppet og har dannet stabile bestande. Der er i alt fundet omkring 2536 Sorte svaner i Danmark.Små bestande af sortsvaner findes f.eks. i Storbritannien på Themsen i Buckinghamshire og nær floden Itchen i Hampshire.
Sortsvanen blev videnskabeligt beskrevet af den engelske naturhistoriker John Latham i 1790. Den blev tidligere placeret i sin egen slægt, Chenopis. Sortsvaner kan optræde alene eller i flokke med hundreder eller endda tusinder af fugle. Sortsvaner er populære fugle i zoologiske haver og fuglesamlinger. Undslupne fugle ses af og til uden for deres naturlige udbredelsesområde.

## Beskrivelse
Sortsvanen har en sort fjerdragt med hvide svingfjer. Næbet er klart rødt med en hvid spids. Ben og fødder er gråsorte. Hannerne er lidt større end hunnerne og har et længere og mere lige næb. Ungerne er gråbrune med lyskantede fjer.
En fuldvoksen sortsvane måler mellem 110 og 142 centimeter i længden og vejer 3,7 - 9 kilogram. Vingefanget er mellem 1,6 og 2 meter. Halsen er lang (relativt set den længste blandt svaner) og "S"-formet.
Når den flyver eller ligger på vandet, kan sortsvanen udstøde en trompet-lignende lyd, som kan høres langt væk. Den har også en række blødere toner. Derudover kan den fløjte, hvilket den især gør, hvis den bliver forstyrret under rugningen.
Når sortsvanen svømmer, holder den halsen strakt eller buet og løfter ofte vingerne i en truende positur. En flok sortsvaner flyver på linje eller i V-form. Svanerne flyver med buet hals, laver en syngende lyd med vingerne og udstøder trompeterende kald.
Sortsvanen ligner ikke nogen anden australsk fugl selv om den i dårligt lys og på lang afstand i flugt kan forveksles med en skadegås. Sortsvanen kan dog kendes på sin meget længere hals og langsommere vingeslag.
En bestand af sortsvaner i fangenskab i Lakeland i Florida (USA) har fået unger, som har en lys broget grå farve i stedet for sort.

## Udbredelse
Sortsvanen er almindelig i vådområderne i det sydvestlige og det østlige Australien. I sydvest dækker den et område afgrænset af North West Cape, Cape Leeuwin og Eucla. I øst er udbredelsesområdet afgrænset af Atherton Tableland, Eyre Peninsula og Tasmanien. Specielt Murray Darling Basin har en meget stor bestand af sortsvaner. Den er sjælden i det centrale og det nordlige Australien.
Sortsvanens foretrukne levesteder er fersk-, brak- og saltvandssøer, sumpe og floder med vegetation over og under vandet til føde og redemateriale. Den foretrækker permanente vådområder, men sortsvanen kan også findes i oversvømmede områder og tidevandsområder. Af og til findes den også i åbent hav nær kysten.
Sortsvanen blev tidligere regnet for at være en standfugl, men arten vides i dag at være udpræget nomadisk. Der er ikke noget fast trækmønster, men fuglene reagerer opportunistisk på regn eller tørke. I år med megen nedbør trækker fuglene længere ind i landet og i tørre år går trækket den anden vej. Hvis der falder regn i de tørre centrale regioner i Australien, vil mange sortsvaner trække til disse områder for at yngle og opfostre deres unger. Hvis tørken vender tilbage før ungerne er flyvefærdige, vil de voksne fugle forlade deres reder og æg eller unger for at vende tilbage til vådere områder.
Sortsvaner fælder, som mange andre vandfugle, alle deres svingfjer på én gang efter yngleperioden og de er ude af stand til at flyve i omkring en måned. I denne periode vil de som regel slå sig ned på åbent vand, for at være på afstand af eventuelle rovdyr.
Den nuværende bestand på verdensplan vurderes til 500.000. Der er ingen tegn på, at bestanden er i tilbagegang.
Sortsvanen blev første gang set af europæere i 1697, da Willem de Vlaminghs ekspedition udforskede Swan River i Western Australia.

### Indførte bestande
Før maorierne ankom til New Zealand, levede der en underart af sortsvanen, den new zealandske svane, på øerne. Tilsyneladende blev den udryddet på grund af jagt. i 1864 blev den australske sortsvane indført til New Zealand og fuglen er nu almindelig i større søer som Rotorua Lakes, Lake Wairarapa og Lake Ellesmere samt på Chatham Øerne. Sortsvaner fra Australien kan også flyve til New Zealand på naturlig vis, hvilket gør, at nogle forskere betragter sortsvanen som en hjemmehørende fugleart, selvom den nuværende bestand tilsyneladende primært stammer fra indførte fugle.
Sortsvanen er også meget populær som prydfugl i det vestlige Europa. Det gælder især Storbritannien, hvor fugle jævnligt slipper fri. Endnu anses den vilde bestand i Storbritannien ikke for at være selvbærende og sortsvanen er derfor ikke medtaget på den officielle liste over fuglearter i Storbritannien. Wildfowl and Wetlands Trust registrerede højst ni ynglepar i Storbritannien i 2001 og anslået 43 vilde fugle i 2003-2004.
En bestand af sortsvaner i Dawlish i Devon i Storbritannien er blevet forbundet med byen i sådan en grad, at fuglen har været byens emblem i fyrre år.

## Adfærd

### Føde
Sortsvanen er næsten udelukkende planteæder. Der er regionale og sæsonmæssige udsving, men føden er næsten udelukkende vand- og sumpplanter. I New South Wales er bladene fra dunhammer (slægten Typha) den vigtigste føde efterfulgt af alger og vandplanter som Vallisneria. I Queensland er vandplanter som vandaks og alger den vigtigste føde. Sammensætningen afhænger af vandstanden. I perioder med oversvømmelse, hvor den normale føde er uden for rækkevidde, vil sortsvanen søge føde på land. Den finder sin føde på samme måde som andre svaner. På lavt vand vil den stikke hoved og hals under vandet. Den kan holde hovedet fladt mod bunden, mens overkroppen stadig ligger vandret. På dybere vand vender den halen i vejret for at kunne nå længere ned. Sortsvaner kan også filtrere føde fra vandoverfladen.

### Ynglebiologi
Som andre svaner er sortsvanen stort set monogam og parrer sig for livet (med en skilsmisseprocent på omkring 6%). Nylige undersøgelser har vist, at hos en tredjedel af alle par er det en anden han, som er far til ungerne. De stjæler reder eller er midlertidigt sammen med en hun indtil hun har lagt æg, hvorefter de driver hunnen væk.
Sortsvanen yngler som regel i de våde vintermåneder (februar til september). Nogle gange yngler den i store kolonier. Sortsvanens rede er en stor bunke af siv, græs og andre planter med en diameter på 1-1,5 meter og op til 1 meter i højden. Reden bliver bygget på lavt vand eller på små øer. Reden genbruges hvert år og genopbygges efter behov. Begge forældre deles om redebyggeriet. Sortsvanen lægger typisk 4-8 grønlighvide æg, som udruges i 35–40 dage. Udrugning begynder efter det sidste æg er lagt, så de udklækkes samtidig. Før udrugningen begynder, vil en af forældrene sidde over æggene uden at varme dem. Begge køn ruger, hannen om dagen og hunnen om natten. Skiftet mellem hannen og hunnen ved reden markeres rituelt af begge køn. Hvis et æg ruller ud af reden, vil begge køn prøve at tage ægget tilbage ved hjælp af halsen (hos andre svanearter er det kun hunnen, der gør dette). Som andre svaner forsvarer sortsvanen sin rede aggressivt med vinger og næb. Efter udklækning passes ungerne af begge forældre i omkring 9 måneder til de er flyvefærdige. Ungerne kan sidde på deres forældres ryg på længere svømmeture på dybt vand. Det ses dog ikke så hyppigt hos sortsvanen som hos knopsvane og sorthalset svane.

## Relationer med mennesker

### Beskyttelse
Sortsvanen er fredet i New South Wales i Australien i henhold til National Parks and Wildlife Act 1974 (s.5). Den er vurderet som ikke truet på IUCN's Rødliste over dyrearters bevaringsstatus.

### Australsk kultur
Den sorte svane er blevet brugt i europæisk litteratur og kunst som en symbolsk kontrast til den hvide svane og som et markant motiv endnu mens sortsvanen var ukendt i Europa.
Sortsvanens rolle i australsk heraldik og kultur strækker sig helt tilbage til grundlæggelsen af de første kolonier i slutningen af det 18. århundrede. Den er ofte blevet set som et symbol på den antipodiske identitet i Australien. I Western Australia er den "statsfugl" og figurerer bl.a. på flaget, statsemblemet og våbenskjoldet.
Noongar folket i det sydvestlige Australien har flere lokale navne for sortsvanen. Den kaldes Kooldjak langs den vestlige og sydvestlige kyst, Gooldjak i sydøst og af og til maali.